# Sportjahr 1955
Liste der Sportjahre

◄◄ | ◄ | 1951 | 1952 | 1953 | 1954 | Sportjahr 1955 | 1956 | 1957 | 1958 | 1959 | ► | ►►

Weitere Ereignisse

## Badminton
Höhepunkte des Badmintonjahres 1955 waren der Thomas Cup mit dem Sieger Malaya sowie die All England, die Irish Open, die Scottish Open, die German Open, die Dutch Open und die French Open. In Finnland und in der Schweiz wurden erstmals nationale Titelkämpfe ausgetragen.

### Internationale Veranstaltungen
| Veranstaltung | Herreneinzel     | Dameneinzel     | Herrendoppel                           | Damendoppel                    | Mixed                                |
| ------------- | ---------------- | --------------- | -------------------------------------- | ------------------------------ | ------------------------------------ |
| All England   | Wong Peng Soon   | Margaret Varner | Finn Kobberø Jørgen Hammergaard Hansen | Iris Rogers June White         | Finn Kobberø Kirsten Thorndahl       |
| French Open   | S. D. McLean     | A. Durst        | Pierre Lenoir Ghislain Vasseur         | Yvonne Girard Mireille Laurent | S. D. McLean H. Laing                |
| Malaysia Open | Ferry Sonneville | Cecilia Samuel  | Ong Poh Lim Ooi Teik Hock              | Cecilia Samuel Phua Yoke Chin  | Jørgen Hammergaard Hansen Amy Choong |

## Leichtathletik
- 16. März – Adhemar Ferreira da Silva, Brasilien, sprang im Dreisprung der Herren 16,56 m.
- 18. März – Lou Jones, USA, lief die 400 m der Herren in 45,4 s.
- 24. März – Nina Otkalenko, Sowjetunion, lief die 800 m der Damen in 2:05,0 min.
- 4. April – Shirley de la Hunty, Australien, lief die 100 m der Damen 11,3 s.
- 4. April – Michail Kriwonosow, Sowjetunion, erreichte im Hammerwurf der Herren 64,33 m.
- 19. Mai – Michail Kriwonosow, Sowjetunion, erreichte im Hammerwurf der Herren 64,52 m.
- 23. Mai – Sándor Iharos, Ungarn, lief die 5000 m der Herren in 13:40,6 min.
- 10. Juni – Sándor Iharos, Ungarn, lief die 5000 m der Herren in 13:50,8 min.
- 16. Juni – Adhemar Ferreira da Silva Brasilien, erreichte im Dreisprung der Herren 16,56 m.
- 17. Juni – Anatoli Jegorow, Sowjetunion, ging die 50 km der Herren in 4:07:29 h.
- 18. Juni – Galina Winogradowa, Sowjetunion erreichte, im Weitsprung der Damen 6,31 m.
- 21. Juni – Bud Held, USA, erreichte im Speerwurf der Herren 81,75 m.
- 26. Juni – Lonnie Spurrier, USA, lief die 880 Yards der Herren in 1:47,5 min.
- 11. Juli – Rafer Johnson, USA, erreichte im Zehnkampf der Herren 7985 Punkte.
- 28. Juli – Sándor Iharos, Ungarn, lief die 1500 m der Herren in 3:40,8 min.
- 3. August – Roger Moens, Belgien, lief die 800 m der Herren in 1:45,7 min.
- 4. August – Shirley Strickland, Australien, lief die 100 m der Damen 11,3 s.
- 15. August – Pentti Karvonen, Finnland, lief die 3000 m Hindernis der Herren in 8:45,4 min.
- 28. August – Sándor Iharos, Ungarn, lief die 1500 m der Herren in 3:40,8 min.
- 6. September – Gunnar Nielsen, Dänemark, lief die 1500 m der Herren in 3:40,8 min.
- 6. September – László Tábori, Ungarn, lief die 1500 m der Herren in 3:40,8 min.
- 18. September – Wladimir Kuz, Sowjetunion, lief die 5000 m der Herren in 13:46,8 min.
- 24. September – Nina Otkalenko, Sowjetunion, lief die 800 m der Damen 2:05,0 min.
- 17. Oktober – Wassili Wlassenko, Sowjetunion, lief die 3000 m Hindernis der Herren in 8:45,4 min.
- 18. Oktober – Wladimir Kuz, Sowjetunion, lief die 5000 m der Herren in 13:46,8 min.
- 30. November – Jerzy Chromik, Polen, lief die 3000 m Hindernis der Herren in 8:41,2 min.

## Tischtennis
- Tischtennisweltmeisterschaft 1955 16. bis 24. April in Utrecht (Niederlande)
- Länderspiele Deutschlands (Freundschaftsspiele)
  - 24. März: München: D. – CSSR 3:5 (Herren)
  - 12. Oktober: Prag: D. – CSSR 0:3 (Damen)
  - 6. November: Agram: D. – Jugoslawien 3:2 (Damen)
  - 2. Dezember: Skara: D. – Schweden 2:3 (Damen)
  - 10. Dezember: Würzburg: D. – Österreich 2:3 (Damen)
  - 10. Dezember: Würzburg: D. – Österreich 5:2 (Herren)
  - Prag: D. – CSSR 1:5 (Herren)

## Geboren

### Januar

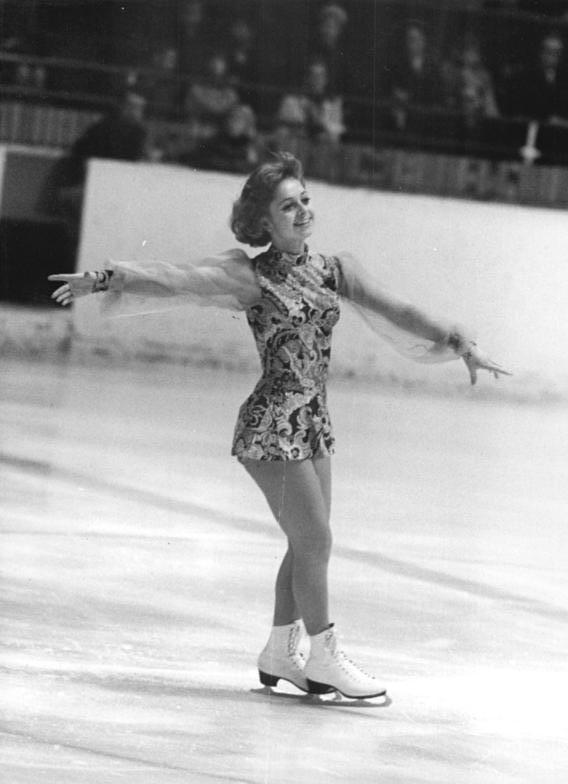
Sonja Morgenstern

- 01. Januar: Ekrem Al, türkischer Fußballtrainer
- 02. Januar: Lars Bock, dänischer Handballspieler
- 06. Januar: Ajayi Agbebaku, nigerianischer Leichtathlet
- 06. Januar: Kunimitsu Itō, japanischer Langstreckenläufer
- 10. Januar: Choren Howhannisjan, sowjetischer und armenischer Fußballspieler
- 11. Januar: Günther Schubert, deutscher Fußballspieler († 2002)
- 12. Januar: Hans-Joachim Hartnick, deutscher Radsportler und Radsporttrainer
- 14. Januar: Ellen Mundinger, deutsche Leichtathletin
- 15. Januar: Mike Baldwin, US-amerikanischer Motorradrennfahrer
- 16. Januar: Klaus-Dieter Kurrat, deutscher Leichtathlet
- 19. Januar: Uwe Reinders, deutscher Fußballspieler und -trainer
- 21. Januar: Nikolina Schterewa, bulgarische Leichtathletin
- 21. Januar: Peter Fleming, US-amerikanischer Tennisspieler
- 22. Januar: Sonja Morgenstern, deutsche Eiskunstläuferin und Eiskunstlauftrainerin
- 25. Januar: Rick Adduono, kanadischer Eishockeytrainer und -spieler
- 25. Januar: Hüsnü Özkara, türkischer Fußballspieler und -trainer
- 31. Januar: Hans-Joachim Wagner, deutscher Fußballspieler

### Februar
- 03. Februar: Bruno Pezzey, österreichischer Fußballspieler († 1994)
- 05. Februar: Adán Machado, uruguayischer Fußballspieler und -trainer
- 05. Februar: Markus Ryffel, Schweizer Langstreckenläufer
- 09. Februar: Wolfgang Jerat, deutscher Fußballtrainer
- 10. Februar: Chris Adams, englischer Wrestler und Judoka († 2001)
- 17. Februar: Tom Dodd-Noble, britischer Automobilrennfahrer
- 20. Februar: Tim Lee-Davey, britischer Rennfahrer und Rennstallbesitzer

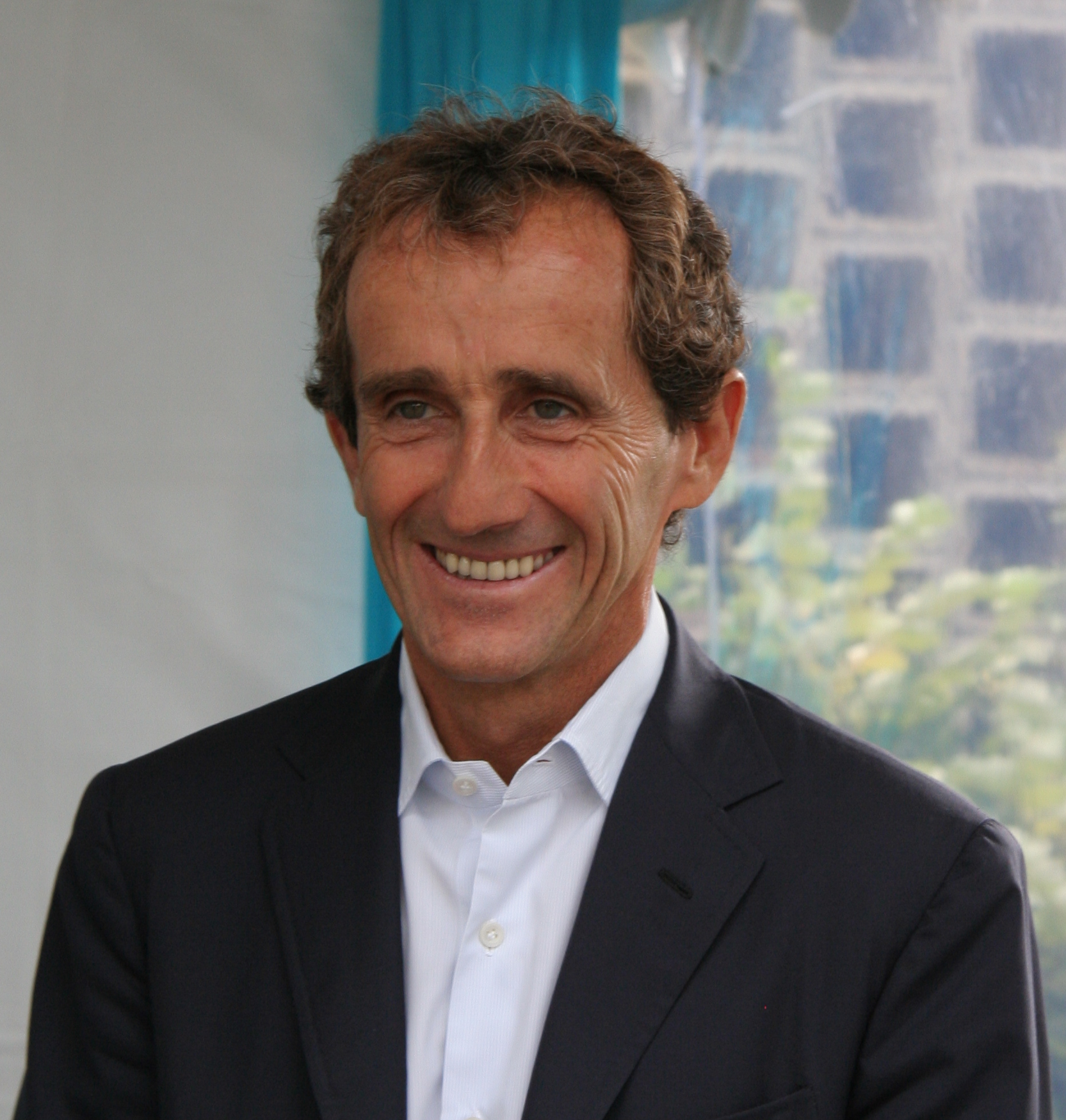
Alain Prost

- 24. Februar: Alain Prost, französischer Automobilrennfahrer
- 26. Februar: Rupert Keegan, britischer Automobilrennfahrer

### März
- 03. März: Andreas Schulz, deutscher Rallyebeifahrer
- 04. März: James Weaver, britischer Automobilrennfahrer
- 06. März: Horst Appel, deutscher Gewichtheber
- 06. März: Jesús Pareja, spanischer Automobilrennfahrer
- 06. März: Brigitte Wujak, deutsche Leichtathletin
- 08. März: Don Ashby, kanadischer Eishockeyspieler († 1981)
- 09. März: Teo Fabi, italienischer Skirennläufer und Automobilrennfahrer
- 09. März: Franco Uncini, italienischer Motorradrennfahrer
- 10. März: Claus Fey, deutscher Handballspieler
- 10. März: Toshio Suzuki, japanischer Automobilrennfahrer
- 13. März: Sinetula Biljaletdinow, russischer Eishockeyspieler und -trainer tatarischer Herkunft
- 13. März: Bruno Conti, italienischer Fußballspieler und -trainer
- 13. März: Olga Rukawischnikowa, sowjetisch-russische Leichtathletin
- 14. März: Daniel Bertoni, argentinischer Fußballspieler
- 19. März: Muhedin Targaj, albanischer Fußballspieler
- 21. März: Bärbel Eckert, deutsche Leichtathletin und mehrfache Olympiasiegerin (DDR)
- 22. März: Doris Kresimon, deutsche Fußballspielerin
- 22. März: Andreas Rudolph, deutscher Unternehmer, Handballfunktionär und Handballspieler
- 23. März: Moses Malone, US-amerikanischer Basketballspieler († 2015)
- 24. März: Michael Kutzop, deutscher Fußballspieler
- 24. März: Candy Reynolds, US-amerikanische Tennisspielerin
- 26. März: Kirsten Krüger, deutsche Tischtennisspielerin
- 27. März: Christian Sarron, französischer Motorradrennfahrer

### April
- 01. April: Matthias Behr, deutscher Florettfechter
- 01. April: Roberto Pruzzo, italienischer Fußballspieler und -trainer
- 01. April: Pascal Witmeur, belgischer Automobilrennfahrer
- 04. April: Manfred Nimtz, deutscher Schach-Großmeister im Fernschach
- 06. April: Karsten Heine, deutscher Fußballspieler und -trainer
- 06. April: Ralf Knütter, deutscher Leichtathlet
- 08. April: Gerrie Coetzee, südafrikanischer Schwergewichtsboxer und WBA-Weltmeister († 2023)
- 08. April: Mike Nelms, US-amerikanischer American-Football-Spieler
- 10. April: Antonio Álvarez, spanischer Fußballspieler und -trainer
- 10. April: Marit Breivik, norwegische Handballspielerin und -trainerin
- 11. April: Michel Neugarten, belgischer Automobilrennfahrer
- 12. April: Eraldo Pecci, italienischer Fußballspieler
- 14. April: Ana Ambrazienė, sowjetisch-litauische Hürdenläuferin
- 21. April: Teimuras Apchasawa, georgischer Ringer
- 23. April: Noël Dejonckheere, belgischer Radrennfahrer und Teammanager († 2022)
- 23. April: Juan Jorge Giha, peruanischer Sportschütze
- 23. April: Tony Miles, britischer Schachmeister († 2001)
- 25. April: John Nunn, englischer Schachspieler und -theoretiker
- 26. April: Peter Neururer, deutscher Fußballtrainer

### Mai
- 02. Mai: Maharaj Krishan Kaushik, indischer Hockeyspieler († 2021)
- 03. Mai: August Auinger, österreichischer Motorradrennfahrer
- 06. Mai: Ann Grant, simbabwische Hockeyspielerin
- 08. Mai: Ásgeir Sigurvinsson, isländischer Fußballspieler
- 11. Mai: Rainer Niemeyer, deutscher Handballspieler († 2016)
- 12. Mai: Natalja Achrimenko, russische Kugelstoßerin († 2025)
- 14. Mai: Jan Sørensen, dänischer Fußballspieler († 2024)
- 14. Mai: Leon White, US-amerikanischer Wrestler († 2018)
- 15. Mai: Harald Heinke, deutscher Judoka
- 15. Mai: Alexander Pusch, deutscher Degenfechter
- 16. Mai: Olga Korbut, sowjetische Kunstturnerin belarussischer Herkunft
- 20. Mai: Karl-Heinz Geils, deutscher Fußballspieler
- 21. Mai: Udo Kießling, deutscher Eishockeyspieler
- 23. Mai: Josef Saile, deutscher Fußballspieler
- 26. Mai: Paul Stoddart, australischer Formel-1-Rennstallbesitzer
- 29. Mai: Frank Baumgartl, deutscher Leichtathlet († 2010)
- 29. Mai: Frank Wartenberg, deutscher Leichtathlet
- 30. Mai: Wiktor Burakow, ukrainischer Leichtathlet († 2025)
- 30. Mai: Didi Constantini, österreichischer Fußballspieler und -trainer († 2024)
- 31. Mai: Sergei Tschuchrai, sowjetisch-russischer Kanute und dreifacher Olympiasieger

### Juni
- 01. Juni: Chiyonofuji Mitsugu, japanischer Sumo-Ringer und 58. Yokozuna († 2016)
- 01. Juni: Lorraine Moller, neuseeländische Leichtathletin
- 02. Juni: Alexander Sawjalow, sowjetisch-russischer Skilangläufer
- 08. Juni: José Antonio Camacho, spanischer Fußballspieler und -trainer
- 09. Juni: David Lee Armstrong, US-amerikanischer Boxer
- 10. Juni: Prakash Padukone, indischer Badmintonspieler
- 11. Juni: Luis Resto, US-amerikanischer Boxer
- 11. Juni: Jurij Sjedych, sowjetisch-ukrainischer Hammerwerfer († 2021)
- 16. Juni: Patrizio Sala, italienischer Fußballspieler und -trainer
- 21. Juni: Michel Platini, französischer Fußballspieler und -funktionär Michel Platini

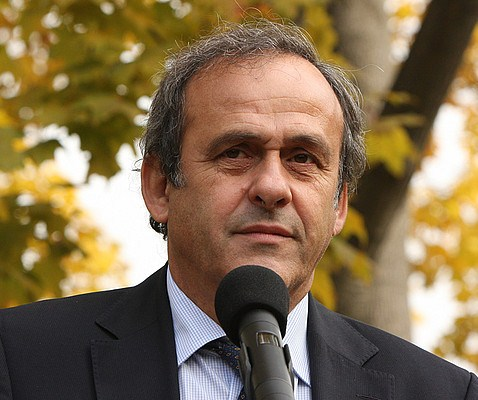
Michel Platini

- 23. Juni: Jean Tigana, französischer Fußballspieler
- 26. Juni: Fabrizia Pons, italienische Rallye-Fahrerin und -Copilotin
- 26. Juni: Philippe Streiff, französischer Automobilrennfahrer († 2022)
- 27. Juni: Awtandil Maisuradse, sowjetischer Ringer († 2025)
- 28. Juni: Elmira Korjunowna Antonyan, sowjetisch-armenische Tischtennisspielerin
- 28. Juni: Nikolai Simjatow, russischer Skilangläufer und Olympiasieger

### Juli
- 01. Juli: Jerome Boger, US-amerikanischer American-Football-Schiedsrichter
- 01. Juli: Christian Estrosi, französischer Motorradrennfahrer und Politiker
- 03. Juli: Sylvain Boulay, französischer Automobilrennfahrer
- 03. Juli: Irina Moissejewa, sowjetisch-russische Eiskunstläuferin
- 05. Juli: Peter McNamara, australischer Tennisspieler († 2019)
- 07. Juli: Sergej Petrenko, russischer Fußballspieler und -trainer
- 11. Juli: Titouan Lamazou, französischer Regattasegler, Maler und Schriftsteller
- 12. Juli: Gabriele Askamp, deutsche Schwimmerin
- 14. Juli: Sándor Puhl, ungarischer Fußballschiedsrichter († 2021)
- 17. Juli: Peter Belger, deutscher Leichtathlet
- 21. Juli: Marcelo Bielsa, argentinischer Fußballspieler
- 22. Juli: Cláudio Adão, brasilianischer Fußballnationalspieler und -trainer
- 24. Juli: Mohamed El-Ashram, ägyptischer Ringer († 2022)
- 27. Juli: Allan Border, australischer Cricketspieler
- 28. Juli: Vasile Andrei, rumänischer Ringer und Olympiasieger
- 28. Juli: Uwe Knodel, deutscher Fußballspieler und -trainer

### August
- 02. August: Nelson Agresta, uruguayischer Fußballspieler und -trainer
- 06. August: Tom Sandberg, norwegischer Kombinierer
- 08. August: Herbert Prohaska, österreichischer Fußballspieler

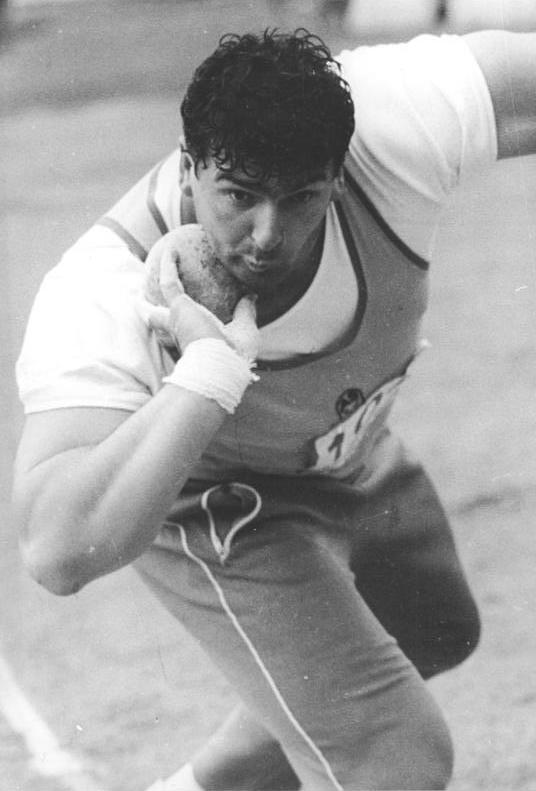
Udo Beyer

- 09. August: Udo Beyer, deutscher Kugelstoßer
- 15. August: Uli Spieß, österreichischer alpiner Skirennläufer
- 18. August: Karl Del’Haye, deutscher Fußballspieler
- 18. August: Gerard Nijboer, niederländischer Marathonläufer
- 19. August: Cindy Nelson, US-amerikanische Skiläuferin
- 20. August: Doug Mason, kanadischer und niederländischer Eishockeytrainer
- 20. August: Ned Overend, US-amerikanischer Mountainbiker und Cross-Triathlet
- 22. August: Tony Burgess, kanadischer Automobilrennfahrer
- 23. August: Helmut Wilk, deutscher Handballtrainer und Handballspieler
- 30. August: Butch Johnson, US-amerikanischer Bogenschütze († 2024)
- 31. August: Edwin Moses, US-amerikanischer Leichtathlet

### September
- 01. September: Gerd Strack, deutscher Fußballspieler († 2020)
- 02. September: Natalja Petrusjowa, sowjetisch-russische Eisschnellläuferin und Olympiasiegerin
- 04. September: Jewgeni Trefilow, russischer Handballtrainer
- 08. September: Hartwig Hasselbruch, deutscher Fußballspieler und Sportjournalist
- 10. September: Armin Hahne, deutscher Automobilrennfahrer
- 11. September: Kurt Ansperger, österreichischer Kickboxer
- 13. September: Norbert Koof, deutscher Springreiter und Unternehmer
- 19. September: Ola Rydstrand, schwedischer Fußballspieler
- 20. September: Viki Fleckenstein, US-amerikanische Skirennläuferin
- 20. September: Wilhelm Huxhorn, deutscher Fußballspieler († 2010)
- 25. September: Ludo Coeck, belgischer Fußballspieler († 1985)
- 25. September: Karl-Heinz Rummenigge, deutscher Fußballspieler

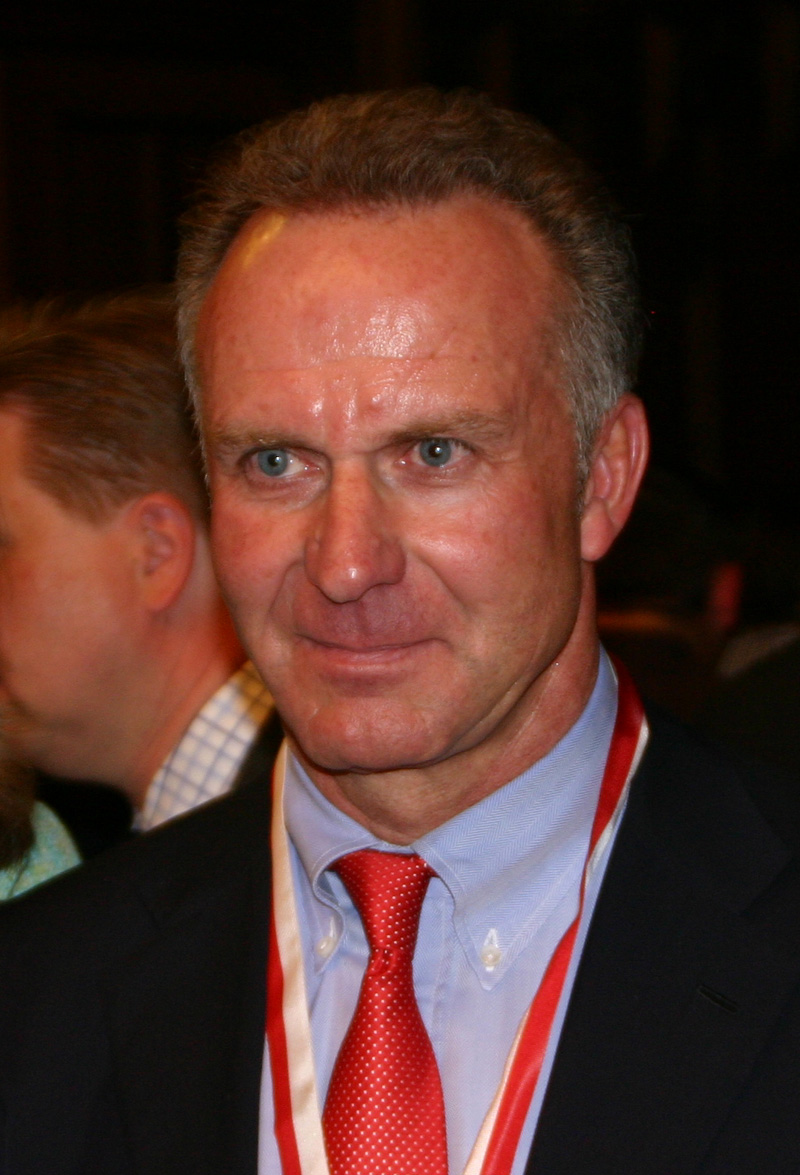
Karl-Heinz Rummenigge

### Oktober
- 03. Oktober: Francesco Guidolin, italienischer Fußballspieler und -trainer
- 04. Oktober: Jorge Valdano, argentinischer Fußballspieler und Trainer
- 04. Oktober: Carmen Valero, spanische Mittel- und Langstreckenläuferin († 2024)
- 08. Oktober: Claudio Sulser, Schweizer Fußballspieler
- 09. Oktober: Steve Ovett, britischer Mittelstreckenläufer und Olympiasieger

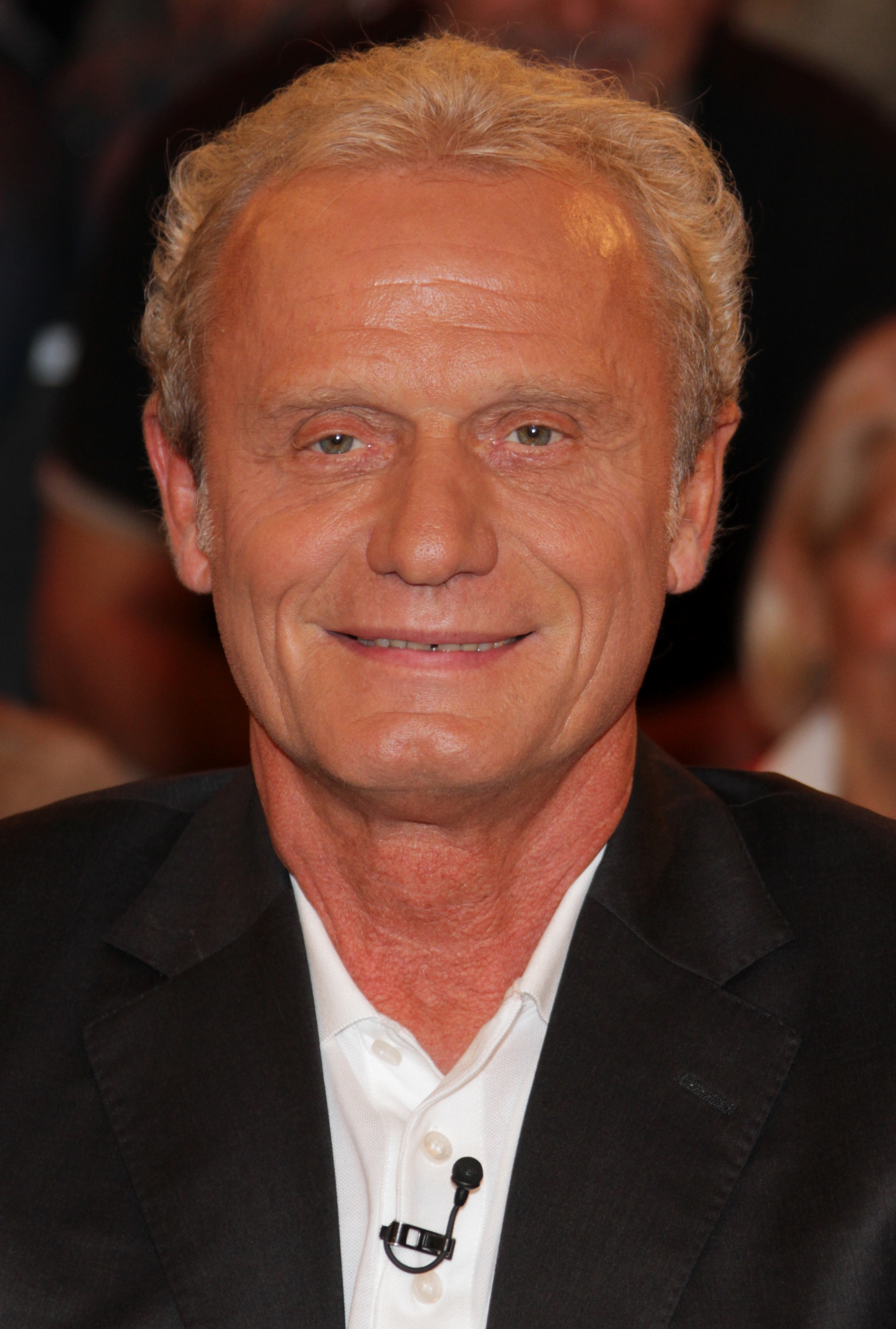
Hans-Peter Briegel

- 11. Oktober: Hans-Peter Briegel, deutscher Fußballspieler, -funktionär und -trainer
- 12. Oktober: Jan Einar Aas, norwegischer Fußballspieler
- 12. Oktober: Samuel Schatzmann, Schweizer Dressurreiter († 2016)
- 13. Oktober: Detlef Michel, deutscher Leichtathlet
- 14. Oktober: Jean-Paul Libert, belgischer Automobilrennfahrer
- 26. Oktober: Bernd Drogan, deutscher Radsportler
- 26. Oktober: Wolfgang Gansert, deutscher Radsportler
- 26. Oktober: Jan Hoffmann, deutscher Eiskunstläufer
- 29. Oktober: Paul Smith, britischer Automobilrennfahrer

### November
- 02. November: Roberto Pries, deutscher Handballspieler († 2012)
- 03. November: Michel Renquin, belgischer Fußballspieler und -trainer
- 05. November: Julie Coleby, britische Leichtathletin
- 05. November: Gisela Fischdick, deutsche Schachspielerin
- 06. November: Ken Read, kanadischer Skirennläufer
- 07. November: Sergei Babinow, sowjetisch-russischer Eishockeyspieler
- 07. November: Norbert Eder, deutscher Fußballspieler († 2019)
- 07. November: Detlef Ultsch, erster deutscher Judo-Weltmeister
- 08. November: Dietmar Hoffmann, deutscher Fußballspieler
- 08. November: Jacques N’Guea, kamerunischer Fußballspieler († 2022)
- 14. November: Matthias Herget, deutscher Fußballspieler
- 16. November: Héctor Cúper, argentinischer Fußballspieler und -trainer
- 22. November: Evelyn Hübscher, deutsche Handballspielerin
- 25. November: Kurt Niedermayer, deutscher Fußballspieler
- 27. November: Walerij Tschechow, russischer Schachgroßmeister
- 28. November: Alessandro Altobelli, italienischer Fußballspieler

### Dezember
- 03. Dezember: Piero Nappi, italienischer Automobilrennfahrer
- 03. Dezember: Alberto Tarantini, argentinischer Fußballspieler
- 04. Dezember: Andre Arnold, österreichischer Skirennläufer
- 05. Dezember: Andreas Hofmann, Schweizer Motorradrennfahrer
- 06. Dezember: Tony Woodcock, englischer Fußballspieler
- 07. Dezember: Klaus Elwardt, deutscher Handballspieler
- 10. Dezember: Lothar Krieg, deutscher Leichtathlet
- 11. Dezember: Horst Ehrmantraut, deutscher Fußballspieler und -trainer
- 13. Dezember: Bernd Bönte, deutscher Sportjournalist und -manager
- 16. Dezember: Karel Kolář, tschechoslowakischer Leichtathlet († 2017)
- 17. Dezember: Marina Staden, deutsche Volleyballspielerin russischer Herkunft
- 19. Dezember: Robin Donovan, britischer Automobilrennfahrer
- 27. Dezember: Reiner Alhaus, deutscher Fußballspieler und -trainer
- 27. Dezember: Michail Iwanowitsch Nitschepurenko, sowjetischer Eishockeyspieler
- 31. Dezember: Gregor Braun, deutscher Radrennfahrer

### Datum unbekannt
- Ulrike Aichele, deutsche Tischtennisspielerin
- Lothar Fischbach, deutscher Radsportler

## Gestorben

### Januar
- 03. Januar: John Fenning, britischer Ruderer (* 1885)
- 09. Januar: Gérard Simond, französischer Eishockeyspieler (* 1904)
- 14. Januar: George van Rossem, niederländischer Fechter und Sportfunktionär (* 1882)
- 14. Januar: Karl Magnus Satre, US-amerikanischer Skisportler (* 1904)
- 16. Januar: Asbjørn Halvorsen, norwegischer Fußballspieler und -trainer (* 1894)
- 21. Januar: James Duncan, US-amerikanischer Diskuswerfer (* 1887)
- 21. Januar: Archie Hahn, US-amerikanischer Leichtathlet (* 1880)
- 22. Januar: Jonni Myyrä, finnischer Speerwerfer (* 1892)
- 23. Januar: Andreas Dumrauf, deutscher Ringer (* 1888)
- 23. Januar: Pierre Selderslagh, belgischer Fechter (* 1872)
- 24. Januar: Henry Potter, US-amerikanischer Golfspieler (* 1881)
- 25. Januar: Arthur Duffey, US-amerikanischer Sprinter (* 1879)
- 26. Januar: William Kilgour Jackson, britischer Curlingspieler (* 1871)
- 26. Januar: Holger Louis Nielsen, dänischer Fechter, Sportschütze und Leichtathlet (* 1866)
- 31. Januar: Henry Ernest Atkins, englischer Schachspieler (* 1872)

### Februar
- 07. Februar: Harry Haslam, englischer Hockeyspieler (* 1883)
- 07. Februar: Rikard Nordstrøm, dänischer Turner (* 1893)
- 08. Februar: William Nichol, britischer Sprinter  (* 1901)
- 10. Februar: Alexander Pedersen, norwegischer Leichtathlet (* 1891)
- 14. Februar: George Buckley, britischer Cricketspieler (* 1875)
- 15. Februar: Josef Loos, tschechoslowakischer Eishockeyspieler (* 1888)
- 18. Februar: Louis Potheau, französischer Segler (* 1870)
- 24. Februar: Clemente Biondetti, italienischer Rennfahrer (* 1898)
- 25. Februar: William Dupree, US-amerikanischer Bobfahrer (* 1909)
- 28. Februar: Josiah Ritchie, britischer Tennisspieler (* 1870)

### März
- 01. März: Lothar Budzinski-Kreth, deutscher Fußballspieler (* 1886)
- 01. März: Paul Gunia, deutscher Geher (* 1885)
- 04. März: Sigvard Hultcrantz, schwedischer Sportschütze (* 1888)
- 05. März: Paul Isberg, schwedischer Segler (* 1882)
- 06. März: Karl Kirk, dänischer Turner (* 1890)
- 11. März: Boško Milenković, jugoslawischer Automobilrennfahrer (* 1909)
- 13. März: Giuseppe Domenichelli, italienischer Turner (* 1887)
- 13. März: Violet Pinckney, englische Tennisspielerin (* 1871)
- 14. März: Jenő Fuchs, ungarischer Fechter (* 1882)
- 19. März: Emil Filliol, Schweizer Eishockeyspieler (* 1895)
- 20. März: Larry Crockett, US-amerikanischer Automobilrennfahrer (* 1926)
- 22. März: Franz Schütz, deutscher Fußballspieler (* 1900)

### April
- 05. April: Willy Dörr, deutscher Leichtathlet, Tauzieher und Sportpädagoge (* 1881)
- 11. April: Mario Alborghetti, italienischer Automobilrennfahrer (* 1928)
- 15. April: Bert McCaffrey, kanadischer Eishockeyspieler (* 1894)
- 18. April: Johan Jarlén, schwedischer Turner (* 1880)
- 20. April: John Glover, englischer Fußballspieler (* 1876)
- 26. April: Willi Bartholomae, deutscher Ruderer (* 1885)
- 30. April: Cornelius Burdette, US-amerikanischer Sportschütze (* 1878)

### Mai
- 01. Mai: Mike Nazaruk, US-amerikanischer Automobilrennfahrer (* 1921)
- 03. Mai: Karl Bierwirth, deutscher Gewichtheber (* 1907)
- 04. Mai: Louis Charles Breguet, französischer Segler (* 1880)
- 05. Mai: Albert Dickin, britischer Schwimmer und Wasserspringer (* 1901)
- 07. Mai: Allan Bengtsson, schwedischer Hochspringer (* 1889)
- 07. Mai: Nick Winter, australischer Leichtathlet (* 1894)
- 09. Mai: William Passmore, US-amerikanischer Lacrossespieler (* 1882)
- 10. Mai: Carolus Lindberg, finnischer Fußballtrainer und -funktionär (* 1889)
- 14. Mai: Leonard Richardson, südafrikanischer Langstrecken- und Hindernisläufer (* 1881)
- 15. Mai: Aksel Sørensen, dänischer Turner (* 1891)
- 16. Mai: Manuel Ayulo, US-amerikanischer Automobilrennfahrer (* 1921)
- 17. Mai: Lambertus Doedes, niederländischer Segler (* 1878)
- 23. Mai: Gustav Adolf Baumm, deutscher Grafiker, Motorradkonstrukteur und -rennfahrer (* 1920)
- 25. Mai: Timothy Carroll, irischer Leichtathlet (* 1888)
- 26. Mai: Alberto Ascari, italienischer Automobilrennfahrer (* 1918)
- 27. Mai: Wilhelm Persson, schwedischer Schwimmer (* 1886)
- 29. Mai: René de Knyff, französischer Automobilrennfahrer und Motorsportfunktionär (* 1865)
- 30. Mai: Bill Vukovich, US-amerikanischer Automobilrennfahrer (* 1918)
- 31. Mai: Jean Mondielli, französischer Pentathlet und Säbelfechter (* 1882)

### Juni
- 04. Juni: John McLean, US-amerikanischer Leichtathlet (* 1878)
- 06. Juni: Thomas Thornycroft, britischer Motorbootfahrer (* 1881)
- 10. Juni: Margaret Abbott, US-amerikanische Golfspielerin (* 1876)
- 11. Juni: Pierre Levegh, französischer Rennfahrer (* 1905)
- 12. Juni: Leonardus Salomonson, niederländischer Degenfechter (* 1868)
- 13. Juni: Kristian Hansen, dänischer Turner (* 1895)
- 17. Juni: George Canning, britischer Tauzieher (* 1889)
- 18. Juni: Ladislav Žemla, böhmisch-tschechoslowakischer Tennisspieler (* 1887)
- 23. Juni: František Janda-Suk, tschechoslowakischer Leichtathlet (* 1878)
- 26. Juni: Leslie Charles Hammond, indischer Hockeyspieler (* 1905)
- 30. Juni: Félix Bédouret, Schweizer Fußballspieler (* 1898)

### Juli
- 01. Juli: Bill Horr, US-amerikanischer Leichtathlet und American-Football-Trainer (* 1880)
- 09. Juli: Don Beauman, britischer Automobilrennfahrer (* 1928)
- 10. Juli: Jerry Hoyt, US-amerikanischer Automobilrennfahrer (* 1929)
- 11. Juli: Edward Amoore, britischer Sportschütze (* 1877)
- 14. Juli: Christian Schilling, deutscher Fußballspieler (* 1879)
- 16. Juli: Augustin Hilty, liechtensteinischer Sportschütze (* 1896)
- 16. Juli: Harry Rosenswärd, schwedischer Segler (* 1882)
- 18. Juli: Arthur Shaw, US-amerikanischer Hürdenläufer (* 1886)

### August
- 01. August: William Hamilton, US-amerikanischer Leichtathlet (* 1883)
- 06. August: David Carstens, südafrikanischer Boxer (* 1914)
- 07. August: Eva Olliwier, schwedische Wasserspringerin (* 1904)
- 09. August: Fritz Steuri, Schweizer Skirennfahrer und Bergführer (* 1903)
- 09. August: Henri Verhavert, belgischer Turner (* 1874)
- 12. August: Miloslav Fleischmann, tschechischer Eishockeyspieler (* 1886)
- 14. August: Christian Dick, norwegischer Segler (* 1883)
- 21. August: Oscar Schwab, schweizerisch-US-amerikanischer Bahnradsportler (* 1882)
- 22. August: Georg Thumshirn, deutscher Motorradrennfahrer (* 1893)
- 31. August: William MacKune, britischer Turner (* 1882)

### September
- 02. September: Erik Lindström, schwedischer Skispringer (* 1918)
- 02. September: Axel Persson, schwedischer Radrennfahrer (* 1888)
- 08. September: Richard Verderber, österreichischer Fechter und Fechttrainer (* 1884)
- 11. September: Einar Liberg, norwegischer Sportschütze (* 1873)
- 19. September: Richard Benz, deutscher Industrieller und Automobilrennfahrer (* 1874)
- 21. September: Ernst Krogius, finnischer Segler (* 1865)
- 23. September: Martha Norelius, US-amerikanische Schwimmerin (* 1908)

### Oktober
- 02. Oktober: William Orthwein, US-amerikanischer Schwimmer und Wasserballspieler (* 1881)
- 03. Oktober: Ossi Blomqvist, finnischer Eisschnellläufer (* 1908)
- 05. Oktober: Ralph Gilman, US-amerikanischer Schwimmer (* 1916)
- 07. Oktober: Rodolphe William Seeldrayers, belgischer Fußballfunktionär, FIFA-Präsident (* 1876)
- 16. Oktober: Stanisław Kłosowicz, polnischer Radrennfahrer (* 1906)
- 17. Oktober: Pietro Borsetti, italienischer Turner (* 1882)
- 17. Oktober: Harry Lawson, kanadischer Marathonläufer (* 1881)
- 18. Oktober: Per Fjästad, schwedischer Schwimmer (* 1883)
- 29. Oktober: Alexander Keiller, britischer Skisportler und Sportfunktionär (* 1889)
- 29. Oktober: Jiří Kodl, böhmischer Tennisspieler (* 1889)
- 30. Oktober: Erik Mellbin, schwedischer Segler (* 1901)
- 31. Oktober: Gyula Feldmann, ungarischer Fußballspieler und -trainer (* 1890)

### November
- 06. November: Sándor Bodnár, ungarischer Fußballspieler (* 1890)
- 06. November: Willy Logan, kanadischer Eisschnellläufer (* 1907)
- 06. November: Jack McGrath, US-amerikanischer Automobilrennfahrer (* 1919)
- 07. November: Karl Bodmer, deutscher Motorradrennfahrer (* 1911)

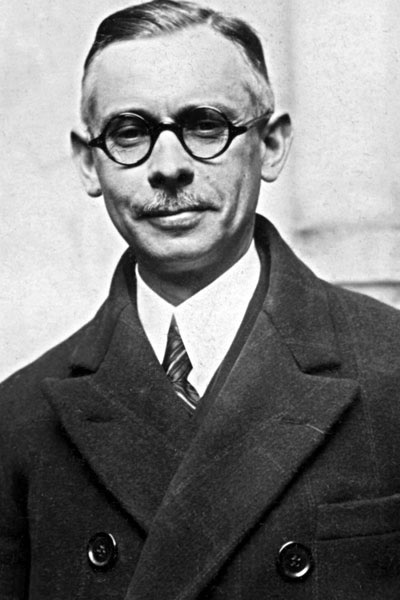
Henri Delaunay

- 07. November: Alajos Kenyéry, ungarischer Schwimmer und Schwimmsportfunktionär (* 1894)
- 09. November: Henri Delaunay, französischer Fußballspieler und Generalsekretär der UEFA (* 1883)
- 09. November: André Rischmann, französischer Rugbyspieler (* 1882)
- 10. November: Henri Quintric, französischer Leichtathlet (* 1897)
- 12. November: Alfréd Hajós, ungarischer Schwimmer (* 1878)
- 16. November: Marinus van Rekum, niederländischer Tauzieher (* 1884)
- 20. November: Kurt Bergström, schwedischer Segler (* 1891)

### Dezember
- 02. Dezember: Verner Eklöf, finnischer Fußball- und Bandyspieler sowie Nordischer Kombinierer (* 1897)
- 02. Dezember: Harold Walden, englischer Fußballspieler (* 1887)
- 03. Dezember: Maurice Archambaud, französischer Radrennfahrer (* 1906)
- 06. Dezember: Georges Johin, französischer Krocketspieler (* 1877)
- 12. Dezember: Irving Small, US-amerikanischer Eishockeyspieler (* 1891)
- 16. Dezember: John Klintberg, schwedischer Langstreckenläufer (* 1885)
- 17. Dezember: Arvīds Jurgens, lettischer Fußball- und Eishockeyspieler (* 1905)
- 20. Dezember: William Smith, südafrikanischer Boxer (* 1904)
- 25. Dezember: Emil Oberle, deutscher Fußballspieler (* 1889)
- 31. Dezember: Richard Genserowski, deutscher Kunstturner (* 1875)

### Datum unbekannt
- Willi Cleer, deutscher Automobilrennfahrer (* 1889)
- Liberto Corney, uruguayischer Boxer und Boxtrainer (* 1905)
- Josip Šolar, jugoslawischer Radrennfahrer (* 1903)
- Walter Tysall, britischer Turner (* 1880)
- Pál Ványa, ungarischer Skispringer (* 1904)